# Hoàng hậu Shōken

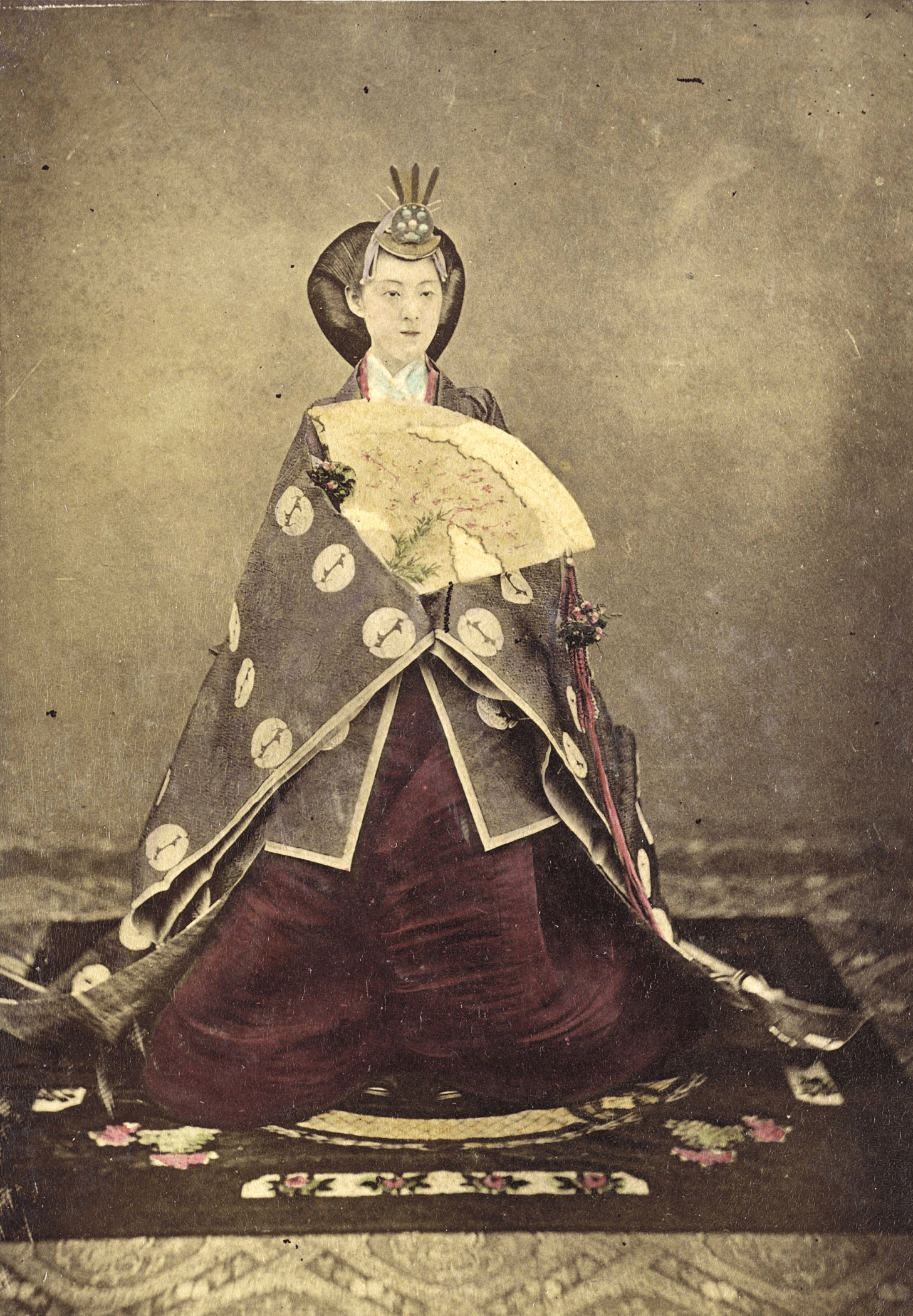
Chiêu Hiến Hoàng hậu trong bộ lễ phục, ảnh chụp năm 1872

Hoàng hậu Shōken (昭憲皇后 (Chiêu Hiến hoàng hậu) Shōken-kōgō,  9 tháng 5 năm 1849 – 9 tháng 4 năm 1914), hay Hoàng thái hậu Shōken (昭憲皇太后 (Chiêu Hiến hoàng thái hậu) Shōken-kōtaigō), là Hoàng hậu của Đế quốc Nhật Bản, chính cung của Thiên hoàng Minh Trị.

## Thời thơ ấu
Lúc thiếu thời, cô có tên là Ichijō Masako (一条勝子 (Nhất Điều Thắng Tử)), con gái thứ ba của Tả Đại thần Ichijō Tadaka (Nhất Điều Trung Hương), chi trưởng chi Ichijō của dòng họ Fujiwara. Mẹ của Masako (trên danh nghĩa) là con gái của Hoàng thân Fushimi Kuniie,còn mẹ thân sinh ra cô là bà Tamiko Shinbata.
Ngay từ nhỏ, Masako là một cô bé có tư chất thông minh, lúc bốn tuổi đã có thể đọc làu làu thơ ca trong Cổ kim họa ca tập và lên năm thì đã biết làm thơ Hòa ca (waka). Lúc 7 tuổi, cô có thể đọc một số tài liệu viết bằng Hán văn cổ và học thư pháp Nhật Bản. Năm 12 tuổi cô có thể chơi đàn koto và rất yêu thích kịch Noh. Cô cũng học Hoa đạo và Trà đạo. Và cô cũng đã được chủng ngừa bệnh đậu mùa, một điều ít thấy vào thời đó. Tuy nhiên, cô lại lớn hơn Thiên hoàng Minh Trị đến 3 tuổi; điều này được giải quyết bằng cách khai khống năm sinh của cô từ 1849 lên 1850.
Masako kết hôn với Thiên hoàng Minh Trị vào ngày 2 tháng 9 năm 1867, và được đổ tên thành Miko hay Haruko (美子 (Mỹ Tử)) để cân xứng với vóc dáng thanh mảnh và vẻ đẹp quý phái của cô. Lúc đó, Mạc phủ Tokugawa đã hứa sẽ tặng 1 vạn 5 nghìn lưỡng bằng vàng làm quà cưới và cấp bổng lộc 500 thạch gạo. Tuy nhiên sau đó Mạc phủ Tokugawa bị cuộc Minh Trị duy tân lật đổ và tất cả những quà cưới cùng bổng lộc ấy cô cũng không nhận được. Lễ cưới của Thiên hoàng và Miko bị hoãn lại cho đến ngày 11 tháng 1 năm 1869 vì việc chịu tang Thiên hoàng Hiếu Minh và anh trai của Haruko là Ichijō Saneyoshi và do những biến động chính trị lớn ở Kyoto vào các năm 1867 và 1868. Miko được phong hiệu Hoàng hậu, cô là người đầu tiên sau nhiều thế kỷ giữ cả hai danh hiệu Nữ ngự và Hoàng hậu khi còn sống.
Hoàng hậu Miko về sau sẽ có ảnh hưởng lớn trong Triều đình và là Hoàng hậu Nhật Bản đầu tiên có hình ảnh được phổ biến rộng rãi trong công chúng, tuy nhiên một điều đáng tiếc là bà không thể có con với Thiên hoàng, vì 15 người con của Thiên hoàng Minh Trị là con của Thiên hoàng với 5 bà thiếp thất của ông. Theo lệ thường, Hoàng hậu nhận Yoshihito, con trai trưởng của Thiên hoàng được sinh bởi Điển thị Yanagiwara Naruko (Liễu Nguyên Ái Tử) làm con nuôi. Về sau Yoshihito được phong làm Hoàng Thái tử. Sau khi vua cha Minh Trị qua đời, ông lên nối ngôi, trở thành Thiên hoàng Đại Chính (1912-1924).

## Hoàng hậu Nhật Bản
Hoàng hậu Miko rời cố đô Kyoto để khởi hành đến tân đô Tokyo vào ngày 8 tháng 11 năm 1869. Trái với lệ thường, Thiên Hoàng Minh trị kiên quyết cho rằng Hoàng hậu và các cung nữ của bà phải cùng ông tham gia các buổi học về phương pháp trị quốc cũng như về các tri thức, văn minh của phương Tây.
Kể từ năm 1886 trở đi, Hoàng hậu cùng các cung nữ của bà bắt đầu mặc các trang phục Tây phương khi xuất hiện trước công chúng, đồng thời bà còn tuyên bố rằng bộ trang phục truyền thống của phụ nữ trong Hoàng gia Nhật Bản không những không phù hợp với thời hiện đại, mà nó còn ít giống với bộ kimono thời cổ hơn là các trang phục phương Tây đương thời.
Hoàng hậu đã tổ chức một buổi lễ đón tiếp phu nhân của cựu Tổng thống Hoa Kỳ Ulysses S. Grant khi Grant đến viếng thăm Nhật Bản, và tham gia trong buổi gặp giữa Grant với vua Hawaii là Kalākaua I vào năm 1881. Cùng năm đó, bà còn tham gia tổ chức lễ đón tiếp chuyến viếng thăm của các vương tôn con trai Thái tử Anh Edward là hoàng tử Albert Victor và hoàng tử George (sau này trở thành vua George V). Trong buổi đón tiếp này bà được các vương tôn Anh tặng hai con căngguru nhỏ của Úc làm vật nuôi.
Ngày 26 tháng 1 năm 1886 Hoàng hậu cùng với Thiên hoàng đến Yokosuka, Kanagawa để xem hai chiếc tàu tuần dương mới của Hải quân Đế quốc Nhật Bản là Naniwa and Takachiho biểu diễn phóng ngư lôi cùng các chức năng khác. Kể từ năm 1887 Hoàng hậu luôn luôn ở bên cạnh Thiên hoàng trong các buổi xuất hiện trước công chúng ví dụ như những chuyến thăm các trường học, công xưởng và cả các buổi duyệt binh hay diễn tập quân đội. Khi Thiên hoàng Minh Trị lâm bệnh vào năm 1888, Hoàng hậu thay mặt Thiên hoàng tổ chức đón tiếp sứ thần Xiêm La, tham dự các buổi lễ hạ thủy các chiến hạm và đi thăm Trường Đại học Đế quốc Tokyo. Năm sau (1889), Hoàng hậu cùng với Thiên hoàng Minh Trị đến thăm Nagoya và Kyoto. Khi Thiên hoàng tiếp tục chuyến viếng thăm các căn cứ hải quân tại Kure và Sasebo, Hoàng hậu đến Nara để làm lễ viếng các đền thờ Thần đạo chính.
Hoàng hậu không những tham gia tích cực các hoạt động từ thiện và ủng hộ việc phổ cập giáo dục cho nữ giới, bà còn là người lập ra Hội chữ thập Đỏ Nhật Bản trong cuộc Chiến tranh Giáp Ngọ (1894-95). Để đảm bảo hoạt động của Hội trong thời chiến lẫn thời bình, Hoàng hậu lập ra một tài trợ cho Hội chữ thập Đỏ quốc tế, về sau quỹ này mang tên là Quỹ tài trợ Hoàng hậu Chiêu Hiến. Hiện nay ngân sách quỹ cũng được sử dụng để tài trợ cho các hoạt động thiện nguyện trên thế giới. Trong cuộc chiến tranh Giáp Ngọ, sau khi Thiên hoàng Minh Trị dời tổng hành dinh từ Tokyo về Hiroshima để thuận tiện trong việc điều hành chiến cục, Hoàng hậu cùng với hai cung nữ sủng ái của Thiên hoàng cũng đến Hiroshima vào tháng 3 năm 1895. Thiên hoàng đã phái bà đến quân y viện để thăm hỏi và động viên các thương binh nhằm nâng cao sĩ khí cho quân đội Nhật Bản.

## Hoàng thái hậu
Sau khi Thiên hoàng Minh Trị qua đời năm 1912, Thiên hoàng Đại Chính phong bà làm Hoàng thái hậu (皇太后 Kōtaigō).
Hoàng thái hậu qua đời vào năm 1914 tại Ngự dụng để ở Numazu, Shizuoka, hưởng thọ 64 tuổi. Bà được an táng tại East Mound of the Fushimi Momoyama Ryo ở Fushimi, Kyoto, ngay bên cạnh lăng mộ của Thiên hoàng Minh Trị. Vong linh của bà cũng được thờ cúng tại Minh Trị Thần Cung ở thủ đô Tokyo. Ngày 9 tháng 5 năm 1914, Hoàng hậu được truy phong thụy hiệu Hoàng thái hậu Shōken  (昭憲皇太后 (Chiêu Hiến hoàng thái hậu) Shōken Kōtaigō).
Ngự xa của Hoàng hậu và của Thiên hoàng Minh Trị hiện được trưng bày tại khu bảo tàng Thôn Minh Trị ở Inuyama thuộc đạo Aichi.